# Сивочервеникав хигрофорус
Сивочервеникавият хигрофорус (Hygrophorus poetarum) е вид ядлива базидиева гъба от семейство Hygrophoraceae. Видът е включен в Червената книга на Република България като застрашен.

## Описание
Шапката е едра и месеста, достигаща до 20 cm в диаметър. Развива се първоначално от полукълбовидна до широко разперена и плоска. В средата е леко изпъкнала, понякога наклонена под ъгъл спрямо пънчето. Кожицата първо е леко слизеста, после суха. В средата е оранжева с розови или червени оттенъци, докато по периферията бива светлокремава до белезникава. Пънчето е дебело, плътно, право или леко закривено отдолу, стеснено в основата, на цвят бяло до кремаво. Месото е бяло, плътно, приятно на вкус и със силен мирис. Гъбата има добри вкусови качества, но не бива да се събира, тъй като се среща много рядко.

## Местообитание
Среща се много рядко през септември – октомври. Расте поединично или на малки групи под бук в топли широколистни гори на варовикова основа.